# 353 km
353 km (ros. 353 км) – przystanek kolejowy w miejscowości Jarcewo, w rejonie jarcewskim, w obwodzie smoleńskim, w Rosji. Leży na linii Moskwa - Mińsk - Brześć.